# Novopidhorodne, Mejova
Novopidhorodne (în ucraineană Новопідгородне) este un sat în comuna Raipole din raionul Mejova, regiunea Dnipropetrovsk, Ucraina.

## Demografie
Componența lingvistică a localității Novopidhorodne
     Ucraineană (93,91%)
     Rusă (5,79%)
     Alte limbi (0,1%)
Conform recensământului din 2001, majoritatea populației localității Novopidhorodne era vorbitoare de ucraineană (93,91%), existând în minoritate și vorbitori de rusă (5,79%).